# South Thoresby
South Thoresby är en ort och civil parish i Storbritannien.   Den ligger i grevskapet Lincolnshire och riksdelen England, i den sydöstra delen av landet, 200 km norr om huvudstaden London. South Thoresby ligger 27 meter över havet och antalet invånare är 134.
Terrängen runt South Thoresby är platt. Runt South Thoresby är det ganska tätbefolkat, med 75 invånare per kvadratkilometer. Närmaste större samhälle är Burwell, 4,9 km nordväst om South Thoresby. Trakten runt South Thoresby består till största delen av jordbruksmark.